# Diabulimia
Diabulimia  (acrónimo de diabetes y bulimia) es un trastorno alimenticio en el que enfermos de diabetes tipo 1, en la búsqueda de perder peso, omiten inyectarse insulina o se administran dosis menores a las requeridas. La diabulimia tiene una mayor incidencia, al igual que otros trastornos de la conducta alimentaria, en adolescentes.

## Causas
Es común que el tratamiento con insulina traiga asociado aumentos de peso, lo cual en ocasiones puede generar insatisfacción de la percepción estética que la persona tiene de sí misma. Esto se agrava especialmente en casos de adolescentes con un mayor riesgo en mujeres de esta edad. Aunado a esto, cabe agregar la falsa creencia de que la insulina, al ser una hormona anabólica favorece la ganancia de peso y que al dejarla, sus posibilidades de conseguir un peso más bajo se incrementan.
Estos cambios en ocasiones pueden comportar el riesgo de que sin consultar con su médico la adolescente empiece a reducir, o eliminar su tratamiento con insulina o que caiga en prácticas que comportan patrones de los trastornos alimenticios tales como la anorexia y la bulimia.
Muchos artículos médicos han referenciado la existencia de un alto porcentaje de trastornos alimenticios en adolescentes, especialmente chicas, que padecen diabetes del tipo 1.
A causa de los riesgos que comportan este tipo de trastornos para el paciente, se hace necesaria la intervención de un profesional de la nutrición que marque unas pautas alimenticias saludables evitando riesgos como cambios en los niveles de glucosa, por causa de unos hábitos de alimentación poco eficaces.

## Pronóstico
La diabulmia parece reducir la expectativa de vida en comparación con otros pacientes con diabetes tipo 1, con una edad media de muerte de alrededor de 45 años (13 años menos que la de la diabetes tipo 1 sin un trastorno alimentario).Esta expectativa de vida reducida está correlacionada con la gravedad de las conductas de los trastornos alimentarios.

## Tratamiento
El tratamiento de la diabulimia tiene dos objetivos: estabilizar la diabetes aumentando la ingesta de insulina y abordar el trastorno alimentario subyacente. El enfoque estándar para el tratamiento de dos afecciones complejas implica un equipo multidisciplinario de profesionales.Este equipo puede incluir un endocrinólogo, un psiquiatra, un psicólogo y un dietista.

## Epidemiología
La diabulimia es más común en mujeres y en personas entre 15 y 30 años.Alrededor del 40% de los hombres con diabetes tipo 1 pueden haberse saltado la inyección de insulina al menos una vez, y alrededor del 20% de las mujeres. Algunos estudios han encontrado que hasta el 60% de las personas con diabetes tipo 1 restringen deliberadamente la insulina en algún momento.